# クワガタソウ属
クワガタソウ属（Veronica)は、オオバコ科に含まれる属のひとつである。以前はゴマノハグサ科とされていた。

## 特徴
クワガタソウ属は、ゴマノハグサ科の多くが唇形花をつけるのに対して、大きく平らに広がった花冠をつけるのが特徴である。一見は深く裂けた4弁が放射相称になっているように見えるが、実際には左右相称であり、上側1弁はやや大きく、これに2脈が入っている。また下側1弁がやや小さいものも多い。萼は大きく4裂する。雄蘂は2個、花冠とほぼ同じ長さで、葯は2室。
一年草、二年草または多年草で、葉は鋸歯のある単葉を、普通は対生する。花は単生か総状花序を作り、これが茎の先端に出るか、途中の葉腋に出る。果実は朔果で、扁平で先端がくぼむ。

## 名前の由来
学名のVeronicaは聖女ヴェロニカ (聖人)と同じ綴りであるが、この属は元々Vetto-nica（ベットニカ）であったものが変じてVeronicaとなったとみなされている。
一方、キリスト教の伝説に由来するともされている。キリストがカルヴァリの丘へ向かう途中、背負った十字架の重みにしばらく立ち止まって休んだとき、聖ヴェロニカがキリストの顔に流れる血と汗をぬぐったという。このとき、キリストが使ったハンカチには、その後キリストの肖像が浮かび上がる奇跡が起こったとされている。そして、キリストの血は、聖ヴェロニカの身につけた花にも滴り落ちた。この花が聖なる花「ヴェロニカ」となったとされる。

## 分類
広く北半球に約300種がある。帰化植物を含め、日本では以下のような種が知られる。

### 道ばたの雑草
- オオイヌノフグリ V. persica Poir.
- イヌノフグリ V. polita Fr.
- タチイヌノフグリ V. arvensis L.
- コゴメイヌノフグリ V. cymbalaria Bodard
- フラサバソウ V. hederifolia L.
- カラフトヒヨクソウ V. chamaedrys L.

### 水湿地の雑草
- ムシクサ V. peregrina L.
- カワヂシャ V. undulata Wall.
- エゾノカワヂシャ V. americana (Raf.) Schwein. ex Benth.
- オオカワヂシャ V. anagallis-aquatica L.

### 山野の草花
- エゾヒメクワガタ V. stelleri Pall. ex Link var. longistyla Kitag.
- ヒメクワガタ V. nipponica Makino ex Furumi
- テングクワガタ V. serpyllifolia L. subsp. humifusa (Dicks.) Syme ex Sowerby
  - コテングクワガタ subsp. serpyllifolia
- ハマクワガタ V. javanica Blume
- クワガタソウ V. miqueliana Nakai
- サンインクワガタ V. muratae T.Yamaz.
- ヤマクワガタ V. japonensis Makino
- ヒヨクソウ V. laxa Benth.
- グンバイヅル V. onoei Franch. et Sav.

### 旧ルリトラノオ属のもの
従来、オオバコ科ルリトラノオ属 Pseudolysimachion に分類されていた植物群は、最新の分子系統解析の結果、本属に包含された。この場合、種の学名は、属名は Veronicaとなり、種小名、亜種名、変種名等は --um とある場合は、--a となる。